# Philippe Lesage
Philippe Lesage est un réalisateur de cinéma québécois.

## Biographie
Diplômé de l'Université McGill en littérature et du European Film College (Danemark), Philippe Lesage fait ses débuts dans le cinéma comme réalisateur de documentaires. En 2006, il réalise un premier long métrage, Pourrons-nous vivre ensemble ?, sur le sociologue Alain Touraine et la crise des banlieues parisiennes.
En 2008, il retourne au European Film College pour y enseigner le documentaire. Entre-temps, deux autres films se succèdent : Comment savoir si les petits poissons sont heureux ?, qu'il réalise avec son frère Jean-François Lesage, et Ce cœur qui bat (2010). Sélectionné aux Rencontres internationales du documentaire de Montréal 2010, Ce cœur qui bat y remporte le prix de la  meilleure œuvre québécoise/canadienne  et  celui du Meilleur espoir Québec/Canada. En mai 2011, une rétrospective des films de Philippe Lesage intitulée Découvrir Lesage a lieu à la Cinémathèque québécoise.
Ce cœur qui bat remporte le Prix Jutra 2012 dans la catégorie meilleur long métrage documentaire. Il se consacre après à l'écriture et à la réalisation de deux longs métrages de fiction semi-autobiographiques qu'il tourne successivement: Copenhague A Love Story et Les Démons.
En septembre 2015, Les Démons est présenté en première mondiale et en compétition officielle au 63e Festival international du film de Saint-Sébastien. Au cours de 2015 et 2016, le film sera sélectionné dans de nombreux festivals autour de la planète, remportant au passage plusieurs prix. Il remporte le Prix de la critique du meilleur film, compétition internationale, du Festival du nouveau cinéma de Montréal (2015). En décembre, il figure dans le Canada's Top Ten du Festival international du film de Toronto en 2015. Les Démons se retrouve également dans le Top Ten 2015 du magazine Variety du critique de cinéma Guy Lodge. Le film est nommé dans les catégories meilleur film et meilleur réalisateur aux Prix du Gala du cinéma québécois, ainsi qu'aux Prix Écrans canadiens.
Lors de l'édition 2016 des Rendez-vous du cinéma québécois, le film remporte le Prix Gilles-Carles ainsi que le Prix Luc-Perreault du meilleur film québécois 2015 selon l'AQCC. Au printemps 2016, Philippe Lesage reçoit deux prix internationaux : le Breaking The Waves Award du Titanic International Film Festival de Budapest en Hongrie, ainsi que le Golden Gate New Directors Prize au Festival international du film de San Francisco.
Philippe Lesage est membre du jury de la Compétition officielle de la 18e édition du Festival international du cinéma indépendant de Buenos Aires tenu en avril 2016.
Tourné à l'arraché en 2014 avec un micro-budget, Copenhague A Love Story est projeté en 2016 et 2017 dans différents festivals internationaux dont le Festival international du cinéma indépendant de Buenos Aires, le Festival international du film de Göteborg, et CPH PIX.
À l'été 2017, il tourne son prochain long métrage intitulé Genèse et mettant en vedette Noée Abita et Théodore Pellerin. Le film est présenté en première mondiale, le 5 août 2018, en compétition internationale au Locarno Festival. La presse spécialisée l'accueille favorablement, notamment dans Variety, Hollywood Reporter et Screen International.
Genèse entame un parcours sur le chemin des festivals internationaux. Il remporte la Louve d'or du meilleur film et du meilleur acteur (Théodore Pellerin)  de la compétition internationale au Festival du nouveau cinéma de Montréal, le prix du meilleur film, du meilleur réalisateur et du meilleur acteur (Théodore Pellerin) au Festival international  du film de Valladolid, et le prix du meilleur film au Los Cabos International Film Festival (en).
Vendu dans plusieurs pays, Genèse reçoit des critiques positives, notamment dans les journaux The New York Times (Critic's Pick), Los Angeles Times, Libération, Le Monde, El Pais et The Globe and Mail.
En 2024, son film Comme le feu est présenté en première mondiale à la Berlinale dans la catégorie Génération. Le film y remporte le Grand Prix du Jury International.

## Récompenses
- Prix Jutra 2012, Meilleur documentaire
- Prix de la Cinémathèque québécoise pour la meilleure œuvre québécoise/canadienne (RIDM 2010)
- Prix Meilleur espoir Québec/Canada (RIDM 2010)
- Prix de la critique du meilleur film, compétition internationale, Festival du nouveau cinéma 2015
- Canada's Top Ten du Festival international du film de Toronto 2015
- 2016 : Nomination au Prix du Gala du cinéma québécois  du meilleur film
- 2016 : Nomination au Prix du Gala du cinéma québécois de la meilleure réalisation
- 2016 : Prix Gilles-Carles pour meilleur premier ou deuxième long métrage de fiction
- 2016 : Prix Luc-Perreault / AQCC du meilleur film québécois 2015
- 2016: Prix AQCC du meilleur film, compétition internationale, Festival du Nouveau cinéma
- 2016 : Nomination au Canadian Screen Awards de la meilleure réalisation
- 2016 : Nomination au Prix Ingmar Bergman International Debute Award
- 2016 : Golden Gate Award New Directors, Festival international du film de San Francisco
- 2016 : Titanic Award for Best Film, International Competition, Budapest
- 2018 : Louve d'or du meilleur film de la compétition internationale du Festival du nouveau cinéma de Montréal
- 2018 : Golden Spike du meilleur film de la compétition internationale du Festival international  du film de Valladolid
- 2018 : Prix du meilleur réalisateur de la compétition internationale du Festival international  du film de Valladolid
- 2018 : Prix du meilleur film de la compétition internationale du Los Cabos International Film Festival[2]

## Filmographie
- 2006 : Pourrons-nous vivre ensemble ?
- 2009 : Comment savoir si les petits poissons sont heureux ?
- 2010 : Ce cœur qui bat
- 2012 : Laylou
- 2015 : Copenhague A Love Story
- 2015 : Les Démons
- 2018 : Genèse
- 2024 : Comme le feu